# 일조편법
일조편법(一條鞭法)이란 명나라 후기부터 청나라 초기에 실시되었던 세금 제도이다.

## 개요
일조편법은 흔히 만력제 시기에 시행된 것으로 알려져 있지만, 실제로는 명 중기 이후 각지에서 독자적으로 시행되던 세금 개혁을 정리하여 만력 연간에 장거정이 전국적으로 시행하였던 것이다. 그 대략적인 개요는 다음의 2가지로 정리될 수 있다. 첫째는 세금의 일원화를 추진하였다. 명나라의 세금제도는 역대 왕조의 것을 이어받아 "세금은 땅으로부터 나오고, 요역은 사람으로부터 나온다(賦出於地,役出於丁)"의 원칙이었으나, 점차 토지세를 중심으로 한 한가지의 세목으로 통일되는 경향으로 진전되어갔다. 둘째는 세금의 화폐화를 추진하였다. 명 초의 세금 납부는 현물 납부가 기본 원칙으로 때에 따라 비단이나 화폐 등으로 대체하는 것이 허용되었다. 하지만 선덕제 이후로 점차 동전으로 납부하는 것이 허용되다가, 정통제 이후로는 은으로 납부하는 것도 허용되게 된다. 이러한 변화는 현물 납부의 경우 운반의 비용이 많이 드는데다가, 현물의 가격이 변동하는 것과 상관없이 안정된 세금 운영이 가능하다는 장점이 있었으며, 민간에서의 화폐경제가 진전됨에 따라 많은 사람들이 이것을 편하게 여겼기 때문이었다. 이러한 변화를 일명 금화은(金花銀)이라고도 한다.

## 같이 보기
- 명나라
- 장거정
- 청나라
- 지정은제